# García de Hevia
García de Hevia is een gemeente in de Venezolaanse staat Táchira. De gemeente telt 60.400 inwoners. De hoofdplaats is La Fria.